# Culex yaoi
Culex yaoi är en tvåvingeart som beskrevs av Tung 1955. Culex yaoi ingår i släktet Culex och familjen stickmyggor. Inga underarter finns listade i Catalogue of Life.